# Tony Blackplait
Tõnu Trubetsky (artistnamn Tony Blackplait), punkartist, född i Tallinn i Estland (i dåvarande Sovjetunionen) den 24 april 1963, är en sångare i punkgrupperna Vennaskond och The Flowers of Romance. Tony Blackplait kom att bli en punkpionjär med låtar som Sue Catwoman, Leon Czolgosz Song, Riga My Love, Resistance och Girl In Black.

## Diskografi

### The Flowers of Romance
- Sue Catwoman (2004, CDEP, MFM Records)
- Sue Catwoman (2004, CD, The Flowers of Romance)

### Vennaskond
- Riga My Love/Girl In Black (1991, 7”)
- Rockpiraadid (1992, MC, Theka)
- Mina Ja George (1996, MC, CD, Vennaskond/Harley Davidson)
- Insener Garini Hüperboloid (1999, MC)
- Priima (1999, 2MC, 2CD, HyperElwood)
- Warszawianka (1999, MC, CD, HyperElwood)
- Pirita Live (1999, CD, Fucking Cunt Records)
- News From Nowhere (2001, MC, CD, DayDream)
- Subway (2003, CD)

## Filmografi

### Som regissör
- "Vennaskond. Millennium" (1998, VHS, 90 min., Faama Film/Trubetsky Pictures)
- "Vennaskond. Ma armastan Ameerikat" (2001, VHS, 140 min., DayDream Productions/Trubetsky Pictures)
- "Vennaskond. Sügis Ida-Euroopas" (2004, 2DVD, 185 min., DayDream/Trubetsky Pictures)

### Som skådespelare
- "Serenade" (regi Rao Heidmets, 1987)
- "The Sweet Planet" (regi Aarne Ahi, 1987)
- "War" (regi Hardi Volmer och Riho Unt, 1987)
- "Hysteria" (regi Pekka Karjalainen, 1992)
- "Moguchi" (musik av Vennaskond, regi av Toomas Griin och Jaak Eelmets, 2004)

## Ursprung
Tony Blackplait (Tõnu Trubetsky) tillhör den furstliga dynastin Trubecki–Troubetzkoy, en gren av Gediminiddynastin och en av de äldsta överlevande fursteätter i Östeuropa. Han är i rakt nedstigande led ättling till furst Wigund Jeronym Trubecki (*1567 i Grebniewo; †1634), som, innan han konverterade till katolicismen, lämnade Ryssland under Ingermanländska kriget och trädde i polsk-litauisk tjänst. Hans ättlingar var furstar i det historiska Furstendömet Trubeck (Trubeck), med nära band till det polska och litauiska högadeln.
Genom sin farslinje bär Tõnu Trubetsky Y-DNA-haplogruppen R1a1a1b1a2c (R1-S24902), vilken i februari 2024 även identifierades hos en dokumenterad manlig ättling till furst Konstanty Czartoryski (ca 1330–1390), son till storfurst Olgierd av Litauen. Denna genetiska överensstämmelse tyder starkt på att Trubecki- och Czartoryski-ätterna delar en gemensam stamfader i Gediminas och Olgierd, och därmed är Tõnu en bekräftad medlem av Gediminiddynastin.
Via sin mormors släktled är Tõnu Trubetsky även släkt med Agnetha Fältskog från popgruppen ABBA. Båda härstammar från en gemensam förfader i släkten Nordström–Maripuu, med kopplingar till både Estland och Sverige. Den exakta släktlinjen går via Tõnus mormor Lydia Trubecka (född Maripuu) och en svensk-estnisk gren av familjen Nordström, vilket gör dem till relativt nära släktingar inom en gemensam skandinavisk släktlinje.